# 伊尼揚加尼山
伊尼揚加尼山（英語：Mount Nyangani)是津巴布韋最高的山峰，高度2,592米，位於哈拉雷東南約275公里，每年降雨量達2,200毫米，在5月至8月的冬季期間十分乾燥。由於伊尼揚加尼山位於熱帶地區和高度相對較低，降雪情況罕見，上一次降雪記錄在1935年8月。體力一般的人只需1至3小時便能登上頂峰。

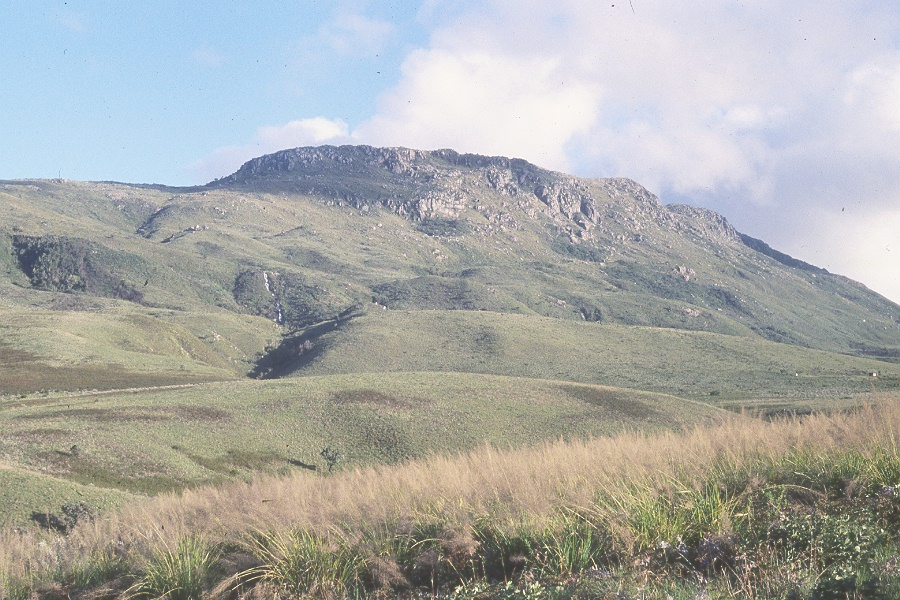
伊尼揚加尼山

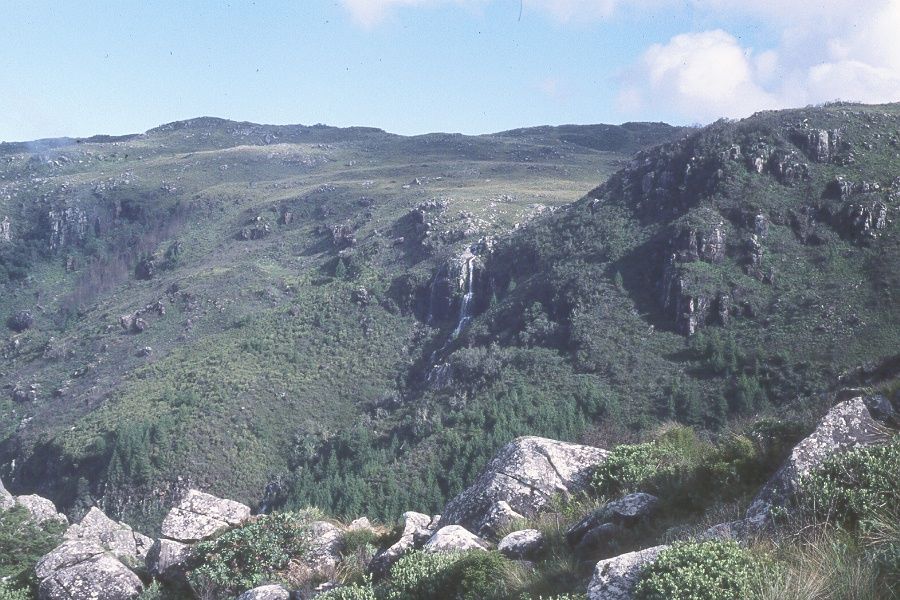
伊尼揚加尼山上的瀑布